# Hydrangea peruviana
Hydrangea peruviana är en hortensiaväxtart som beskrevs av Stefano Moricand. Hydrangea peruviana ingår i släktet hortensior, och familjen hortensiaväxter. Utöver nominatformen finns också underarten H. p. oerstedii.